# 蘄州
蘄州（きしゅう）は、中国にかつて存在した州。南北朝時代から民国初年にかけて、現在の湖北省黄岡市一帯に設置された。

## 魏晋南北朝時代
北斉により僑置された雍州を前身とする。南朝陳により蘄州と改称された。

## 隋代
隋代が成立すると当初は2郡3県を管轄した。583年（開皇3年）、蘄州の属郡の斉昌郡と永安郡は廃止された。607年（大業3年）、郡制施行に伴い蘄州は蘄春郡と改称され、下部に5県を管轄した。隋代の行政区分に関しては下表を参照。
| 隋代の行政区画変遷 | 隋代の行政区画変遷 | 隋代の行政区画変遷 | 隋代の行政区画変遷 | 隋代の行政区画変遷 | 隋代の行政区画変遷 | 隋代の行政区画変遷                 |
| 区分               | 開皇元年           | 開皇元年           | 開皇元年           | 開皇元年           | 区分               | 大業3年                            |
| ------------------ | ------------------ | ------------------ | ------------------ | ------------------ | ------------------ | ---------------------------------- |
| 州                 | 蘄州               | 蘄州               | 晋州               | 義州               | 郡                 | 蘄春郡                             |
| 郡                 | 斉昌郡             | 永安郡             | 新蔡郡             | 義城郡             | 県                 | 蘄春県 蘄水県 浠水県 黄梅県 羅田県 |
| 県                 | 斉昌県 蘄水県      | 浠水県             | 永興県             | 羅田県             | 県                 | 蘄春県 蘄水県 浠水県 黄梅県 羅田県 |

## 唐代
621年（武徳4年）、唐が朱粲を滅ぼすと、蘄春郡は蘄州と改められた。742年（天宝元年）、蘄州は蘄春郡と改称された。758年（乾元元年）、蘄春郡は蘄州の称にもどされた。蘄州は淮南道に属し、蘄春・蘄水・広済・黄梅の4県を管轄した。

## 宋代
宋のとき、蘄州は淮南西路に属し、蘄春・蘄水・広済・黄梅・羅田の5県を管轄した。

## 元代
1277年（至元14年）、元により蘄州は蘄州路総管府と改められた。蘄州路は河南江北等処行中書省に属し、録事司と蘄春・蘄水・広済・黄梅・羅田の5県を管轄した。1364年、朱元璋により蘄州路は蘄州府と改められた。

## 明代以降
1376年（洪武9年）、明により蘄州府は蘄州に降格した。蘄州は黄州府に属し、広済・黄梅の2県を管轄した。
清のとき、蘄州は黄州府に属し、属県を持たない散州となった。
1912年、中華民国により蘄州は廃止され、蘄春県と改められた。